# Nikaia-Agios Ioannis Rentis
Nikaia-Agios Ioannis Renti (in greco Νίκαια-Άγιος Ιωάννης Ρέντη?) è un comune della Grecia situato nella periferia dell'Attica (unità periferica del Pireo con 111.220 abitanti secondo i dati del censimento 2001.
È stato istituito a seguito della riforma amministrativa detta piano Kallikratis in vigore dal gennaio 2011 che ha abolito le prefetture e accorpato numerosi comuni.